# Жереми, Катрин
Катрин Гертруда Жереми (фр. Catherine Gertrude Jérémie; 21 сентября 1664, Квебек, Канада — 1 июля 1744, Монреаль) — канадская акушерка и ботаник.

## Биография
Катрин Жереми родилась 21 сентября 1664 года в Квебеке. Она была одной из четырнадцати детей Ноэля Жереми, торговца мехом и переводчика, и его жены Жанны Пелльтье. Её брат Николя был этнографом и натуралистом. В 1681 году Катрин вышла замуж за Жака Обюшона, в браке с которым у неё родилась дочь. Второй её брак был с Мишелем Лепайёром (в 1688 году), от которого у неё было одиннадцать дочерей и трое сыновей.
В 1702 году Катрин переехала в Монреаль. Там она работала акушеркой, а также проявила себя в качестве ботаника. В частности, она собирала образцы местной флоры, которые доставлялись на корабле во Францию, в парижский Сад растений. Это делалось по инициативе французской Академии наук, предпринимавшей попытки изучения и каталогизации канадской флоры и фауны. Лекарственные растения Катрин снабжала сопроводительными записками, в которых описывала их свойства и применение. Катрин особенно интересовалась медицинскими практиками коренного населения; возможно, потому, что её брат и двое дядюшек были женаты на местных женщинах. Её познания отмечал в своих докладах во Францию интендант колоний Жиль Окар, отмечая, что Катрин владеет «секретами медицины дикарей».
Катрин Жереми умерла в 1744 году в Монреале. Она была одним из первых ботаников Канады и внесла существенный вклад в развитие естественных наук в Новой Франции. Одна из улиц Квебека с 2006 года названа в её честь.